# هند الخضري
هند أسامة الخضري (مواليد 1995) في مدينة غزة، فلسطين، درست في المدرسة الأمريكية الدولية في غزة ثم التحقت بالجامعة الإسلامية، وهي صحفية مقيمة في قطاع غزة.

## حياتها مهنية
بدأت الخضري مسيرتها الصحفية بكتابة القصص والمقالات باللغة الإنجليزية، كتبت هند لمجلة ميدل إيست آي، وكالة الأناضول، ومجلة 972+ وعملت في شبكة آر تي، عملت مراسلة في قناة الجزيرة الإنجليزية ووكالة الأناضول.
في مارس/آذار 2019، عملت الخضري مع منظمة العفو الدولية، حيث قدمت خلال عملها لقطات لاحتجاجات مسيرة العودة الكبرى والانتهاكات ضد المتظاهرين. في عام 2020، نشرت منشورًا على فيسبوك حول مكالمة فلسطينية وإسرائيلية مشتركة عبر تطبيق زووم استضافتها لجنة شباب غزة أشارت فيها إلى حماس. وعلى إثر ذلك، اعتقلت مع ستة من أعضاء الجماعة، بينهم مؤسس اللجنة رامي أمان، ووجهت إليهم بعض التهم. لكن أفرج عنها بعد 3 ساعات.
نشرت على تويتر وإنستغرام العديد من المنشورات والتقارير حول الغارات الجوية الإسرائيلية على قطاع غزة في أعقاب عملية طوفان الأقصى والحرب الفلسطينية الإسرائيلية 2023.
منذ بداية حرب غزة، نشرت الخضري على تويتر وإنستغرام عن حياتها اليومية، تظهر ما تصفه بجرائم الحرب الإسرائيلية، مثل غيرها من الصحافيين الفلسطينيين، زاد عدد متابعيها على وسائل التواصل الاجتماعي بشكل كبير منذ بدء الحرب. 
في نوفمبر 2023، وبسبب أوامر الإخلاء الإسرائيلية، غادرات هند مدينة غزة إلى جنوب غزة. بحلول شهر ديسمبر، تم قصف منزل الخضري بواسطة الغارات الجوية الإسرائيلية واستشهد بعض أصدقائها وأفراد عائلتها وزملائها.
في يوليو 2024، أبلغت هند عن استشهاد إسماعيل الغول على يد القوات الإسرائيلية لقناة الجزيرة. كانت منزعجة بشكل واضح وتحدثت عن المخاطر التي يواجهها الصحفيون في غزة وانهم أصبحوا مستهدفين في أماكن عادية يتواجد فيها مواطنون عاديون.

## الحياة الشخصية
ولدت هند الخضري لأبوين فلسطينيين، أسامة ومروة الخضري. ولديها ثمانية إخوة. وهي متزوجة. عاشت في تركيا لمدة أربع سنوات خلال جائحة كوفيد-19. وعادت إلى غزة في أغسطس/آب 2023.